# Fuga d'inverno
Fuga d'inverno è un film del 1984 diretto da Gillian Armstrong, e interpretato da Mel Gibson e Diane Keaton.

## Trama
Nel 1901 a Pittsburgh Peter Soffel è un indaffarato direttore di una prigione americana dove vive insieme alla moglie e quattro figli. Sua moglie, la signora Soffel, si prende spesso cura dei carcerati, e si affeziona particolarmente ai fratelli Biddle, rapinatori accusati di assassinio e condannati a morte.
La signora durante le letture della Bibbia che fa di fronte ai due fratelli, ha modo di conoscere meglio Ed, con cui prende una certa confidenza e di cui presto s'innamora tanto che i due fratelli (che si sono sempre dichiarati innocenti) riescono a convincerla a facilitare la loro fuga cui si aggregherà la stessa signora Soffel. Ma immediatamente la polizia si mette alla ricerca dei fuggitivi…

## Riconoscimenti
- 1985 - Semana Internacional de Cine de Valladolid
  - Premio François Truffaut per la miglior opera prima